# Lybius undatus
Lybius undatus là một loài chim trong họ Lybiidae.